# Zoidiogamie
Als Zoidiogamie (gr.: zōídios  – Tierkreis; gámos – Hochzeit) bezeichnet man in der Biologie die Befruchtung durch begeißelte Spermazellen. Sie ist bei Tieren und vielen (vor allem niederen) Pflanzengruppen verbreitet. Bei den höheren Pflanzen wie den Nadelholzgewächsen, Gnetophyta und den Bedecktsamern werden die unbegeißelten Spermazellen durch einen Pollenschlauch zum weiblichen Gameten gebracht (Siphonogamie).
Nicht zu verwechseln ist die Zoidiogamie mit der Zoogamie, mit der die Bestäubung durch Tiere gemeint ist.